# St. Erasmus (Wald an der Alz)

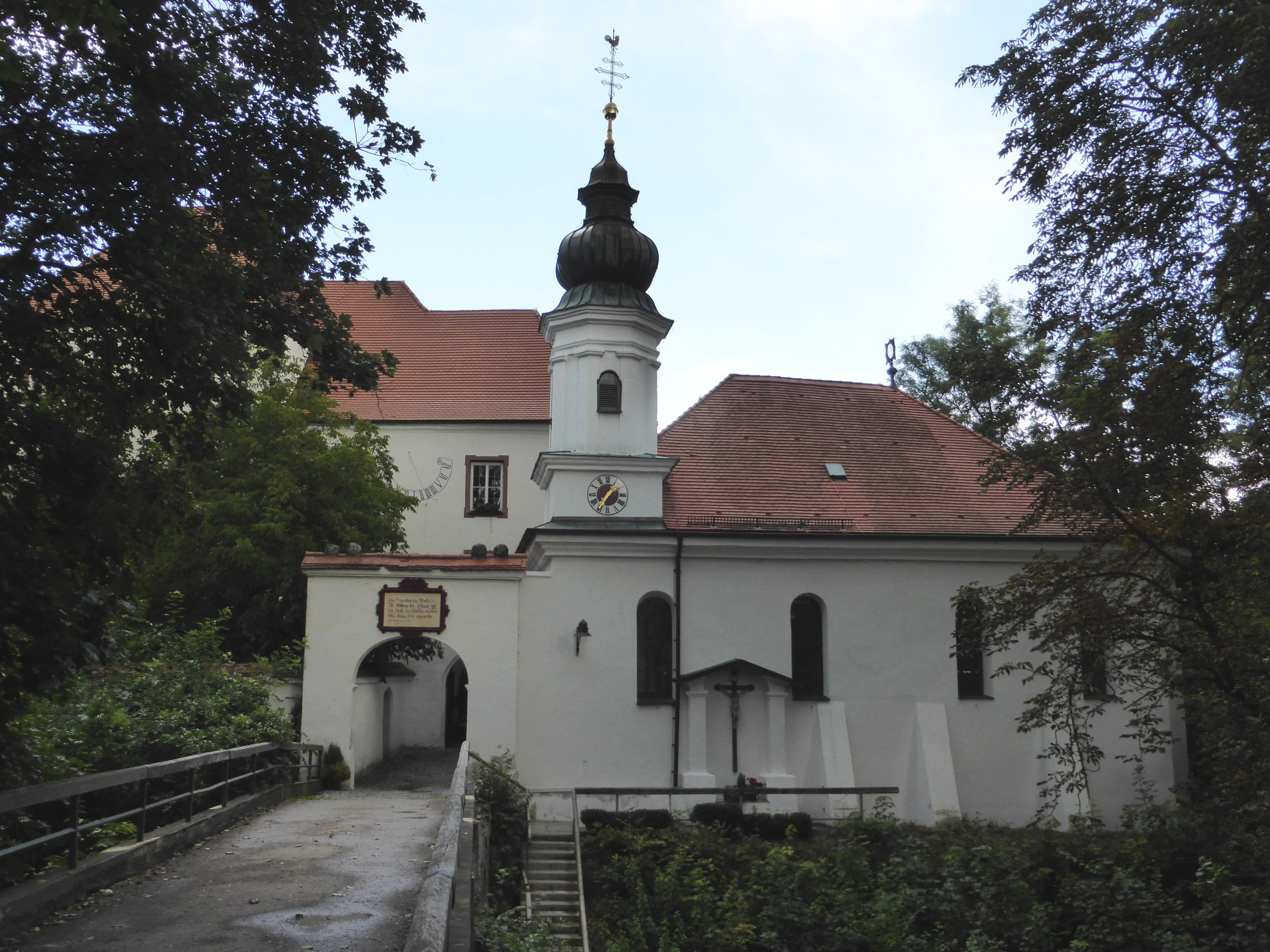
Pfarrkirche St. Erasmus

Die römisch-katholische Pfarrkirche St. Erasmus ist eine ehemalige Schlosskapelle in Wald an der Alz im Landkreis Altötting in Oberbayern. Sie gehört zum Pfarrverband Feichten im Bistum Passau und ist dem Patrozinium des Erasmus von Antiochia unterstellt.

## Geschichte und Architektur
Herzog Otto IV. stiftete am 9. Mai 1333 das Gut Schönstatt als Seelgerät zur „Kapelle St. Erasmus auf seiner Veste zu Walld“. Die Kapelle wurde von 1479 bis 1484 vermutlich als einschiffige Wandpfeilerkirche neu erbaut und am 17. Mai 1484 durch Georg II. Altdorfer, Weihbischof von Chiemsee, geweiht. 1680/1681 wurden durch den Einsturz des größeren Burgturmes der Dachreiter und das Kirchenschiff komplett zerstört. Mit dem darauffolgenden Neubau entstanden der dreijochige, kreuzgratgewölbte Raum und das pilastergegliederte Oktogon des Turmes mit dem Zwiebelhelm. Dabei wurde vermutlich auch der fünfjochige Anbau, der sich nördlich an das östliche Joch der Kirche im rechten Winkel anlegt, gebaut. Anderen Quellen zufolge soll der Anbau erst um 1838 entstanden sein. Die Empore im östlichen Kirchenschiffs ist durch einen Gang mit dem Schloss verbunden.